# Quelle heure est-il
Pour plus de détails, voir Fiche technique et Distribution.
Quelle heure est-il (titre original : Che ora è) est un film italien réalisé par Ettore Scola, sorti en 1989.

## Synopsis
Marcello, avocat romain aisé et vieillissant, rend visite à son fils, Michele, qui effectue son service militaire. Les deux hommes passent la journée ensemble sans que Michele ne réponde aux attentes de son père qui voudrait mieux le connaître. Le soir approchant, Marcello entrevoit que la vie sans ambition qu'a choisie son fils est à l'opposé de celle qu'il a érigée en modèle.

## Fiche technique
- Titre : Quelle heure est-il
- Titre original :  Che ora è
- Réalisation : Ettore Scola
- Scénario : Beatrice Ravaglioli, Ettore Scola et Silvia Scola
- Production : Mario Cecchi Gori et Vittorio Cecchi Gori
- Musique : Armando Trovajoli
- Photographie : Luciano Tovoli
- Lieux de tournage : Civitavecchia (Latium, Italie)
- Pays d'origine :  Italie
- Format : Couleurs
- Genre : Comédie dramatique
- Durée : 95 minutes
- Dates de sortie : 21 septembre 1989,  Italie / 21 mars 1990,  France

## Distribution
- Marcello Mastroianni : Marcello, Le père
- Massimo Troisi : Michele, Le fils
- Anne Parillaud : Loredana
- Renato Moretti : Pietro
- Lou Castel : un pêcheur

## Récompenses et distinctions
- Coupe Volpi du meilleur acteur à la Mostra de Venise 1989 pour Marcello Mastroianni et Massimo Troisi dans Quelle heure est-il

## Autour du film
- Ettore Scola tenait beaucoup à ce qu'il n'y ait pas de point d'interrogation dans le titre.
- Ne pas confondre avec le film taïwano-français : Et là-bas, quelle heure est-il ? de Tsai Ming-liang (2001)